# 新生ポーランド
新生ポーランド（ポーランド語：Narodowe Odrodzenie Polski - NOP）とは、ポーランドの極右政党。

## 概要
現在、下院・上院ともに議席は持っていない。ナショナリズム、反ユダヤ主義、反同性愛などを掲げる。
反同性愛活動として、LGBTの人々のパレードに対してカウンターデモを行い、NOPの活動家たちが「ホモどもを毒ガス攻撃しろ！」などとシュプレヒコールをあげたことがある。
反ユダヤ主義という面では、この党はホロコーストの存在を否定しており、ポーランドからのユダヤ人駆逐を掲げている。